# Bohater

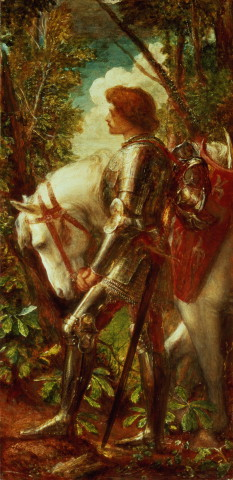
Galahad, bohater Legend arturiańskich, obraz George’a Frederica Wattsa

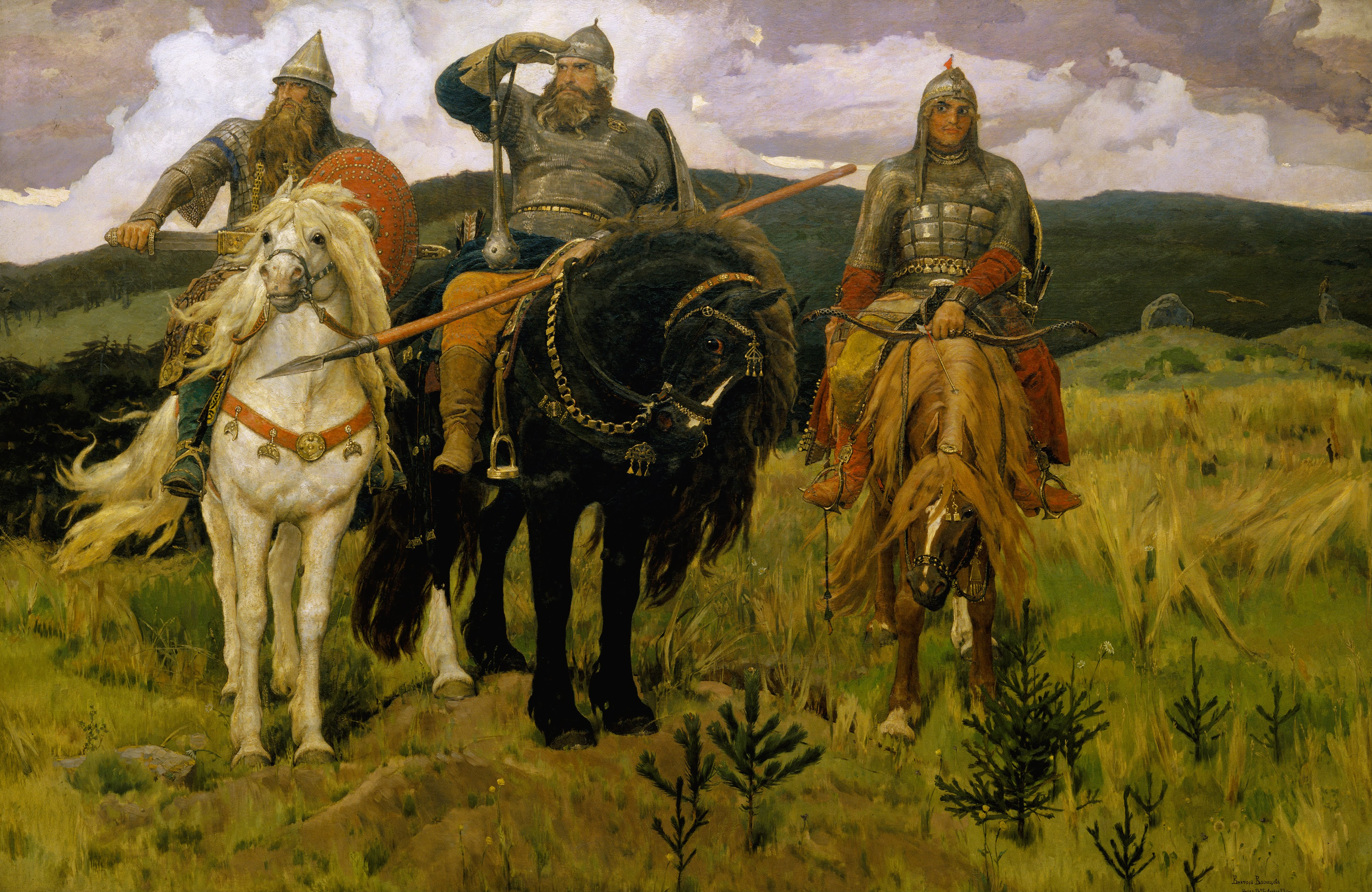
Mocarze Wiktora Wasniecowa, od lewej: Dobrynia Nikiticz, Ilja Muromiec i Alosza Popowicz

Bohater – osoba, która odznaczyła się niezwykłymi czynami, męstwem, pomocą i ofiarnością wobec innych ludzi. Tytułem „bohater” określa się także postać w utworze literackim, filmie, Biblii itp. – zastępuje się jednak go terminem postać literacka, jako że słowo bohater posiada ograniczone konotacje heroizmu i pierwszoplanowości. Nazwa ma pochodzenie irańskie – bahadur - mężny, atleta itp., lub węgierskie bátor – dzielny, stąd przydomek króla Stefana Batorego. W języku staropolskim odpowiednikiem było słowo gardzina, podobnie w czeskim i słowackim hrdina.

## Źródła kulturowe
Osoby będące bohaterami często doczekują się poświęconych im dzieł literackich, opowieści w postaci legend, mitów czy epopei. W wielu przypadkach opisywani bohaterowie nie musieli w ogóle istnieć w rzeczywistości, lub ich istnienie jest wątpliwe. Społeczne uznanie jako bohaterowie zyskują ci, których dokonania są w danym społeczeństwie, kulturze i epoce uznawane za ważne, niebezpieczne, nadzwyczajne i trudne.
Istniejący w zachowanych w kulturze dziełach czy opowieściach bohaterowie są zazwyczaj osobami, które działają zgodnie z przyjętymi imperatywami kulturowymi i są wzorcami moralnymi dla społeczności. Pełnią także często funkcję wychowawczą w socjalizacji jednostki. W mitologiach bohaterowie są osobami, które zazwyczaj potrafią dokonać czynów, jakie przysługują tylko bogom.
Carl Gustav Jung zwracał uwagę na archetypowy charakter mitu bohatera.

Powszechny mit bohatera szkicuje obraz jakiegoś potężnego mężczyzny lub człowieka-boga, który pokonuje wszelkie zło dające się personifikować, jak również wszystkie rodzaje wrogów, smoków, wężów, olbrzymów i demonów, i tak uwalnia własny naród od zniszczenia i śmierci.

Joseph Campbell w książce Bohater o tysiącu twarzy omawia teorię wyprawy archetypowego bohatera. Stawia tezę, że wszystkie mity z całego świata, które przetrwały tysiące lat, łączy ta sama fundamentalna struktura, którą nazywa monomitem.

Bohater ryzykuje wyprawę ze świata powszedniości do krainy nadnaturalnych dziwów; spotyka tam fantastyczne siły i odnosi rozstrzygające zwycięstwo, po czym powraca z tej tajemniczej wyprawy obdarzony mocą czynienia dobra ku pożytkowi swych bliźnich

## Ujęcie pojęcia w biologii ewolucyjnej
W biologii ewolucyjnej używa się pojęcia bohater na określenie osobnika, który poświęca się na rzecz danej populacji, z którą jest spokrewniony, przyczyniając się tym samym do jej przetrwania. Richard Dawkins tłumaczy zachowania typowe dla bohaterów jako wynik ewolucji na poziomie doboru genowego, gdzie geny, których nosicielem jest bohater mają większe szanse przetrwania, dzięki jego samopoświęceniu. Z punktu widzenia memetyki działanie bohaterów przyczyniają się do przetrwania, a nawet ekspansji pewnych idei.